# Tesoro, ci siamo ristretti anche noi
Tesoro, ci siamo ristretti anche noi (Honey, We Shrunk Ourselves) è un film del 1997 diretto da Dean Cundey e pubblicato direttamente per il mercato home video. È una commedia fantascientifica, secondo seguito di Tesoro, mi si sono ristretti i ragazzi del 1989, preceduta da Tesoro, mi si è allargato il ragazzino (1992).

## Trama
L'inventore Wayne Szalinski, ormai presidente di una sua azienda di ricerca scientifica, i "Laboratori Szalinski", si prepara a donare la sua macchina problematica con raggio laser che rimpicciolisce e allarga le dimensioni al museo Smithsonian di New York. Ormai a casa con lui e sua moglie Diane c'è solo Adam. Wayne e suo fratello Gordon, vice presidente dei "Laboratori Szalinski", sono inoltre convocati per l'atterraggio dello Space Shuttle. Quando chiama la moglie Diane, Wayne viene a sapere che dovranno rinunciare: devono restare a casa con i loro figli; dal momento lei e sua cognata Patty hanno deciso di prendersi una vacanza per "staccare la spina". Inoltre Diane vuole che il marito si sbarazzi per sempre di "Ticky-Paun" (un totem).
Con una scusa, per non correre i rischi passati, Wayne allontana di casa Adam e i suoi nipoti: Mitch, che soffre di immunodeficienza di potassio, e Jenny. Mentre i ragazzi non ci sono, Wayne e Gordon portano il totem nella vecchia soffitta e azionano la vecchia macchina rimpicciolitrice, nonostante un divieto di una commissione governativa e della stessa moglie di Wayne, per rimpicciolire il totem affinché Wayne possa averlo sempre con sé, ma qualcosa va storto e i due fratelli e, in seguito, pure le mogli si ritrovano nelle stesse condizioni dei figli di otto anni prima.
Dovranno arrampicarsi tra i tessuti di una sedia a dondolo che sembra una montagna, vedersela con insetti mostruosamente enormi, le rughe sul tappeto che assomigliano a Canyon, bolle gigantesche di sapone, musica ad altissimo volume. Dovranno nuotare pure in un mare di salsa di cipolle; con la speranza di non essere divorati dalle amiche di Jenny e affrontare una banda di bulletti giganti pronti a mettere a soqquadro la casa. I genitori, finalmente notati dai ragazzi, avendo capito che essi se la sanno cavare anche senza di loro, verranno riportati alla loro forma normale.